# Giórgos Ntaláras
Giorgos Ntalaras (en griego moderno: Γιώργος Νταλάρας), también conocido como Yorgos o Jorge o George Dalaras, es uno de los más célebres cantantes griegos contemporáneos. Nació en Nea Cokkiñá, Pireo el 29 de septiembre de 1949. Su padre, Lucas Daralas, era un famoso cantante de rebético. Nació con el apellido Daralas, pero decidió hacer tal anagrama. 
Es una de las figuras más destacadas de la cultura musical griega. En octubre de 2006, fue seleccionado como Embajador de Buena Voluntad de la Agencia de la ONU para los Refugiados. 
Sus primeros recuerdos de la música fueron las formas básicas de la música griega, como la tradicional, el folclórico, el rebetiko, la laïka, que le influyeron como artista. Además, ha interpretado muchos otros géneros musicales en varios idiomas diferentes, como pop, rock, música latina, contemporánea, bizantina, clásica, ópera, etc. Ha colaborado con muchos artistas griegos y extranjeros (compositores, poetas, maestros, músicos, etc.) 
En total, ha publicado casi 90 álbumes personales y ha colaborado en más de 140 como cantante, músico o productor.   Es el artista griego que ha realizado los conciertos más grandes de todos los tiempos, tanto en Grecia como en el extranjero.  Ha actuado en algunas de las salas de conciertos y estadios más famosos de todo el mundo, y ha colaborado con muchas de las orquestas sinfónicas más renombradas del mundo.  Ha recibido varios honores y premios, entre ellos el Premio "Kennedy" y el embajador de Buena Voluntad de la UNESCO. 

## Conciertos
En su carrera de canto casi de 40 años, ha actuado en miles de conciertos en Grecia y en varios países del mundo. 
Dos históricos conciertos en el Estadio Olímpico de Atenas al que asistieron 160.000 personas lo consagraron, según las revista Rolling Stone como responsable del nacimiento de la era de los conciertos en estadios en Grecia.
Muchos de sus conciertos fueron dedicados al problema político de Chipre, no sólo en 1974, sino también a finales de los años 80 y a principios de los años 90 donde realizó muchos conciertos por la causa de los chipriotas contra la invasión turca de 1974.

## Colaboraciones y su estilo
Desde 1970, ha grabado más de 120 discos. Cantando numerosos estilos de música diferentes (p. ej.: rebético, laicó, latino, la pequeña explosión), música israelí y árabe, y música religiosa. 
Ha colaborado con muchos compositores contemporáneos griegos, incluyendo a Mikis Theodorakis, Stavros Cuyumtzís, Manos Loízos, Apóstolos Caldaras, Stavros Csarxacos, Manos Xatzidakis, Xristos Nicolópulos.
Aparte de su carrera de canto prominente, Dalaras es considerado, uno de los mayores músicos griegos ejecutando la mayor parte de los instrumentos de cuerda en los discos de gente griega de mucho éxito, incluyendo la guitarra, buzuki, baglamá, tzurá y uti. 
De hecho, es un guitarrista sumamente dotado y ha tocado con Al Di Meola y Paco de Lucía, entre otros. En años recientes sin embargo, Dalaras sólo toca la guitarra rítmica.
Los proyectos más importantes de Dalaras incluyen colaboraciones con grupos y cantantes de renombre mundial, como Jethro Tull, Sting, Bruce Springsteen, Dulce Pontes, Emma Shapplin, entre otros.